# The System Has Failed
«The System Has Failed» (с англ. — «Система дала сбой») — десятый студийный альбом американской хэви-метал-группы Megadeth, выпущенный в 2004 году, первый студийный релиз вновь собранного коллектива после распада в 2002 году. Это также первая работа без басиста Дэвида Эллефсона.

## Об альбоме
Альбом поначалу планировался как сольный проект Дэйва Мастейна, прошедшего лечение. Однако лейбл настоял на том, чтобы альбом был выпущен под маркой Megadeth. В качестве барабанщика выступил Винни Колаюта, в качестве басиста — Джимми Слоас, а бывший гитарист группы Крис Поланд записал дополнительные соло-партии. Таким образом, группа была возрождена после распада в 2002 году.
Поначалу Дэйв хотел собрать «классический состав», в котором были бы Марти Фридман, Дэвид Эллефсон и Ник Менца. Несмотря на то, что Эллефсон был согласен сотрудничать, у Фридмана возникли сомнения по этому поводу, а качество игры Менцы не удовлетворило Мастейна.
Музыка в альбоме в целом выдержана в стиле трэш, но также имеются и более лиричные композиции.
«Система», отражённая в названии, это «система американской и всей западной цивилизации», которая диктует миру свои правила. Лидер группы Дэйв Мастейн указывает на сбой систем американского образования и правопорядка.
Из альбома три песни вышли синглами: «Die Dead Enough», «Of Mice and Men» и «The Scorpion». На эти песни были сняты видеоклипы. Песня «Back in the Day» была включена в эпизод о Даке Доджерсе «In Space, No One Can Hear You Rock»; данный эпизод содержал анимированную версию членов группы, исполняющих песню.

## Обложка
На обложке альбома «The System Has Failed» изображён маскот группы Вик Раттлхэд, стоящий перед зданием Верховного суда США. Он выносит оправдательный приговор Джорджу Бушу. Бушу отдаёт честь Хиллари Клинтон, стоящая рядом с Биллом Клинтоном. Чуть сзади стоит Дик Чейни с ядерным чемоданчиком, на котором написано «Plan B» (План Б). Далее стоят Кондолиза Райс и другие.

## Список композиций
Этот альбом является единственным в дискографии, в котором весь материал написан Мастейном.
| №   | Название                 | Текст песни | Музыка  | Длительность |
| --- | ------------------------ | ----------- | ------- | ------------ |
| 1.  | «Blackmail the Universe» | Мастейн     | Мастейн | 4:33         |
| 2.  | «Die Dead Enough»        | Мастейн     | Мастейн | 4:18         |
| 3.  | «Kick the Chair»         | Мастейн     | Мастейн | 3:57         |
| 4.  | «The Scorpion»           | Мастейн     | Мастейн | 5:59         |
| 5.  | «Tears in a Vial»        | Мастейн     | Мастейн | 5:22         |
| 6.  | «I Know Jack»            | Мастейн     | Мастейн | 0:40         |
| 7.  | «Back in the Day»        | Мастейн     | Мастейн | 3:28         |
| 8.  | «Something That I'm Not» | Мастейн     | Мастейн | 5:07         |
| 9.  | «Truth Be Told»          | Мастейн     | Мастейн | 5:40         |
| 10. | «Of Mice and Men»        | Мастейн     | Мастейн | 4:05         |
| 11. | «Shadow of Deth»         | Мастейн     | Мастейн | 2:15         |
| 12. | «My Kingdom»             | Мастейн     | Мастейн | 3:04         |

### Бонус-трекBest Buy
| №   | Название                       | Текст песни | Музыка | Длительность |
| --- | ------------------------------ | ----------- | ------ | ------------ |
| 13. | «Strange Ways» (скрытый кавер) | Эйс Фрэйли  | Фрэйли | 2:47         |

## Песни
1. «Blackmail the Universe» содержит множество цитат из фильма «Тринадцать дней», который повествует о Карибском кризисе.
2. В буклете к альбому говорится, что слова ко всем песням, кроме «Shadow of Deth» написаны Мастейном. Тем не менее, композиция «I Know Jack» состоит из слов речи техасского сенатора Ллойда Бентсена к сенатору из Индианы Дэну Куэйлу на дебатах 1988 года.
3. Трек «Shadow of Deth» посвящён 22 псалму (в масоретской нумерации — 23-й), автором которого является Давид. Цитата на латинском языке, звучащая в начале композиции («Auxilium meum a Domino») переводится как «помощь моя исходит от Господа».
4. Песня «Of Mice and Men» автобиографична. Она рассказывает о жизни Мастейна в возрасте от 17 до 25 лет. Название взято из одноимённого романа.

## Видеоклипы
- В клипе «Die Dead Enough» из всей группы присутствует только Мастейн. Это сделано потому, что он являлся ключевой фигурой в коллективе (Крис Поланд, Винни Колаюта и Джимми Ли Слоас были лишь сессионными музыкантами).
- В клипе «Of Mice and Men» снялись уже члены постоянного состава группы — Дэйв Мастейн, Шон Дровер, Глен Дровер и Джеймс Макдонау. Бо́льшая часть видео была снята 20 января 2005 года в Лос-Анджелесе.

## Позиции в чартах

### Альбом
| Год  | Чарт          | Позиция |
| ---- | ------------- | ------- |
| 2004 | Billboard 200 | 18      |

### Синглы
| Год  | Сингл             | Чарт                   | Позиция |
| ---- | ----------------- | ---------------------- | ------- |
| 2004 | «Die Dead Enough» | Mainstream Rock Tracks | 21      |
| 2005 | «Of Mice and Men» | Mainstream Rock Tracks | 39      |

## Участники записи
Megadeth
- Дэйв Мастейн — соло & ритм-гитара, вокал

Сессионные участники
- Крис Поланд — соло-гитара
- Джимми Слоас — бас-гитара
- Винни Колаюта — ударные

Дополнительные музыканты
- Тим Акерс — клавишные
- Дариен Беннетт — голос в «Blackmail the Universe»
- Эрик Даркен — перкуссия
- Майкл Дэвис — звуковые эффекты
- Лэнс Дин — дополнительный вокал
- Скотт Харрисон — дополнительный вокал
- Чарли Джадж — клавишные
- Селеста Эмбер Монтегю — голос в «Blackmail the Universe»
- Джастис Мастейн — Spoken Word
- Ральф Патлан — голос в «Blackmail the Universe», дополнительный вокал
- Крис Родригес — бэк-вокал
- Роберт Венейбл — дополнительный вокал
- Джонатан Юдкин— банджо, струнные